# Coelorinchus marinii
Coelorinchus marinii és una espècie de peix de la família dels macrúrids i de l'ordre dels gadiformes.

## Morfologia
- Els mascles poden assolir 38 cm de llargària total.[5][6]

## Alimentació
Menja crustacis bentònics i poliquets.

## Depredadors
Al Brasil és depredat per Lophius gastrophysus i Hexanchus griseus.

## Hàbitat
És un peix d'aigües profundes que viu entre 200-600 m de fondària.

## Distribució geogràfica
Es troba des del sud del Brasil fins a Geòrgia del Sud.